# Реджоло
Реджо́ло (итал. Reggiolo, эмил.-ром. Rezōl, местн. Rasöl, лат. Razolum, Rasolum, Regiolum) — коммуна в Италии, в провинции Реджо-нель-Эмилия области Эмилия-Романья.
Население составляет 9007 человек (на 2005 г.), плотность населения — 199 чел./км². Занимает площадь 43 км². Почтовый индекс — 42046. Телефонный код — 0522.
Покровителем населённого пункта считается св. Венерий. Праздник ежегодно отмечается 7 июля.